# St.-Martins-Kirche (Nettelkamp)

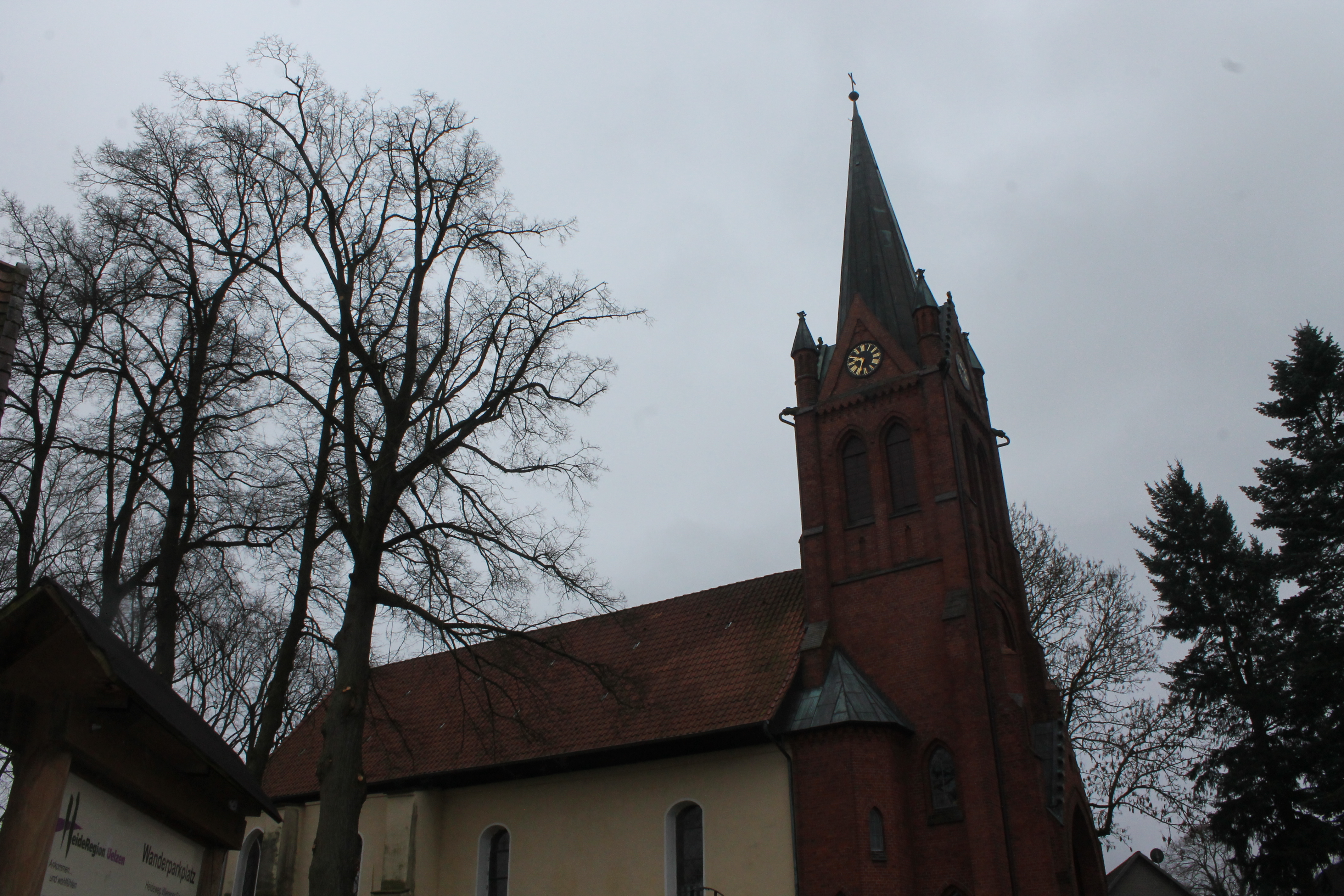
Das Kirchengebäude

Die St.-Martins-Kirche ist eine evangelisch-lutherische Kirche in Nettelkamp, einem Ortsteil der Gemeinde Wrestedt im niedersächsischen Landkreis Uelzen. Sie liegt in der Mitte von Nettelkamp in der Straße „An der Kirche“. Ihren Namen hat sie von dem gallischen Bischof Martin von Tours.
Die heutige Kirche wurde an Stelle eines 1519 während der Hildesheimer Stiftsfehde abgebrannten romanischen Vorgängerbaus errichtet und nach einer Bauzeit von zwei Jahren 1521 fertiggestellt. Im schlichten, einfach gehaltenen Kirchenschiff mit dunkelroter Decke haben rund 320 Besucher Platz. Die Kirche ist 25 Meter lang und 10 Meter breit.

## Ausstattung

### Orgel
Auf der Empore befindet sich eine von der Firma Hammer aus Hannover gebaute und 1967 eingeweihte Orgel. Im Jahre 2003 wurde sie vollständig überholt. Die erste Orgel stammte aus dem Jahr 1867.

### Fenster
Von den hoch sitzenden Fenster sind einige mit rundbogigen und andere mit spitzbogigen Fensteröffnungen ausgestattet.

### Taufstein
Der Taufstein aus Sandstein im vorderen Teil der Kirche stammt noch aus dem Vorgängerbau und kann auf die Zeit um 1370 datiert werden.

### Kirchturm
Im Jahre 1881 musste der baufällige Kirchturm abgebrochen und erneuert werden und durch einen neuen, neogotischen und aus rotem Backstein errichteten Kirchturm ersetzt werden.
Im Jahr 1981 wurde die Kirchturmspitze komplett erneuert. Es war eine aufsehenerregende Aktion für das gesamte Dorf.

### Gemeindehaus

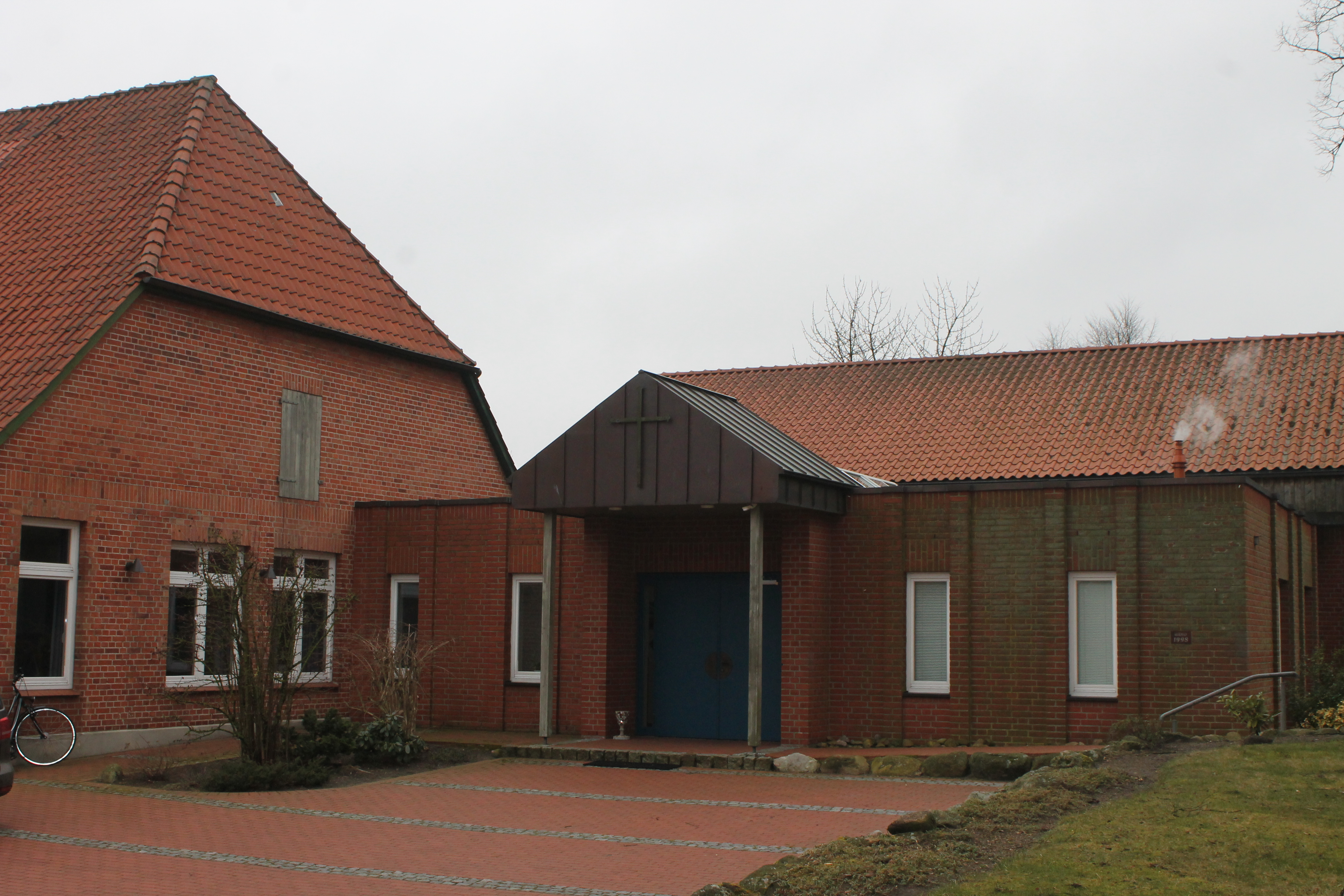
Das neue Gemeindehaus

An den Trakt des alten Pfarrhauses von 1783 ist im Jahr 1998 ein neues Gemeindehaus angebaut und eingeweiht worden. In den Räumen können die Gruppen und Kreise ihre Tätigkeiten gestalten. Im Jahr 2002 erhielt die Kirchengemeinde Nettelkamp eine Darstellung des Abendmahls aus Teakholz in 4,50 Meter Länge und 1,30 Meter Höhe gestiftet. In einem Gottesdienst ist es eingeweiht worden. Das dreidimensionale Bild ist gegenüber der Kirche an der Wand befestigt.

### Glocken

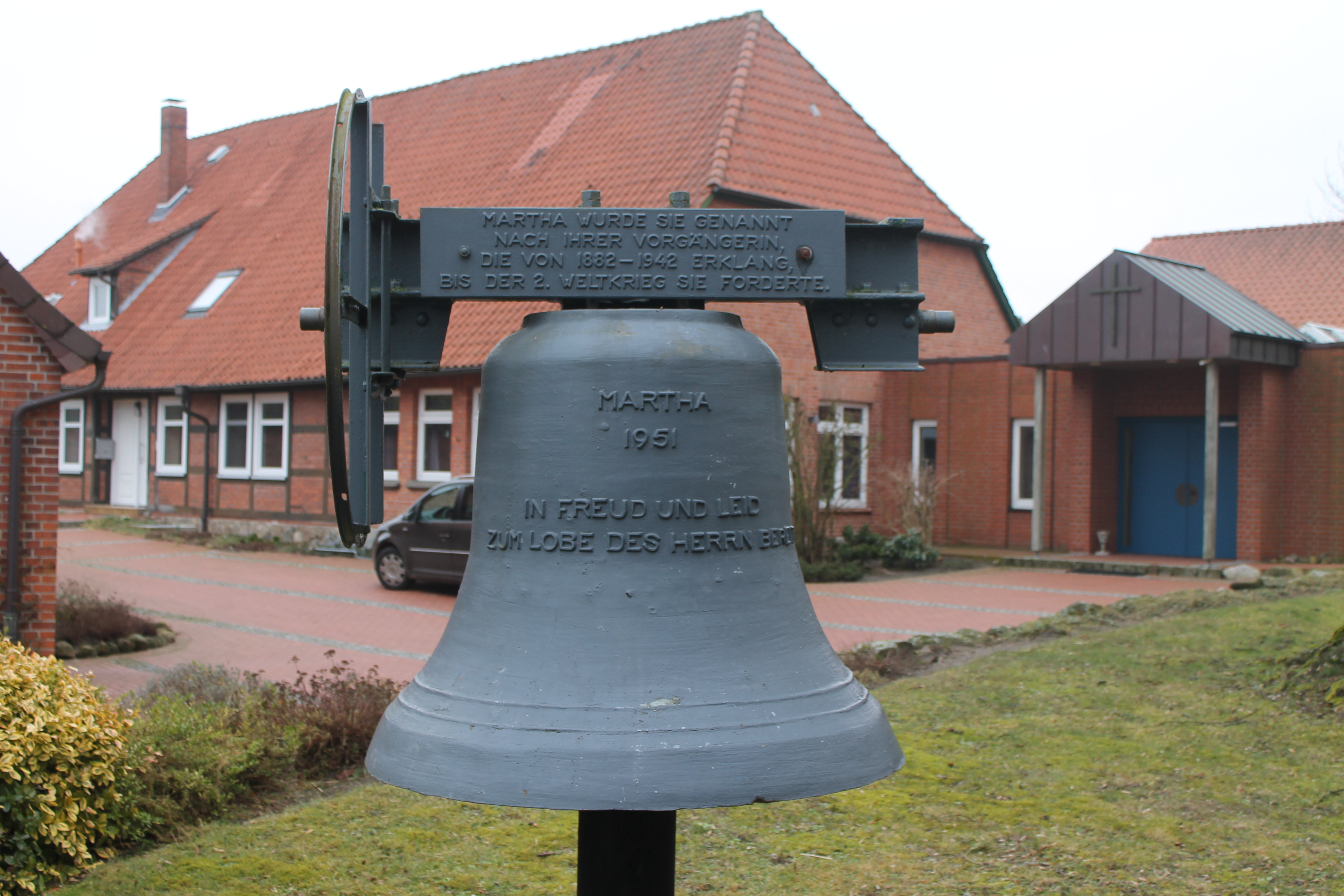
Die Glocke Martha

Der damalige Patron der Nettelkamper Kirche, Johann von Bodendick aus Wrestedt, stiftete 1521 die heute noch vorhandene Maria-Glocke. Sie hat die Inschrift: „Ǯmaria is de name min help got van schult un van pin unde de hilige bischop un patron sunte martin John von badendick lenher der karken anno dm MCCCCCXXIȃ“ (Maria ist mein Name. Hilf Gott von Schuld und von Pein und der heilige Bischof und Patron Sankt Martin. John von Bodenteich, Lehnsherr/Patron der Kirche. Im Jahr des Herrn 1521). So ist der Name des Kirchenpatrons der Nettelkamper Kirche ǮBischof und Patron St. Martinȃ zuverlässig überliefert.
Die zweite Glocke stammt aus dem Jahre 2008 und ersetzt eine gusseiserne Glocke namens „Martha“, welche wiederum Ersatz für eine 1882 gegossene und 1942 eingeschmolzene Glocke war.

### Erneuerungen
1952 ist das Innere der Sakristei erneuert worden. Im August 1966 begannen die Arbeiten an der Kirche. Das Dach wurde vollständig erneuert. Bei den umfangreichen Renovierungsarbeiten in der Kirche berührte man die Gruft der ehemaligen Patronatsherrn von Bodendick.

## Geschichte
Das älteste bekannte Schriftstück mit der Erwähnung des Namens Nettelkamp stammt aus dem Jahr 1006. Eine genaue Datierung der Entstehung der Kirchengemeinde Nettelkamp ist schwer möglich, da im Jahre 1782 ein Brand fast das ganze Archiv der Kirchengemeinde vernichtete.
1241 wird ein Haruid von Wrestedt urkundlich erklärt. Diese Familie starb 1490 aus. Nachfolger auf dem adligen Gut von Wrestedt war die Familie von Bodendick aus Bad Bodenteich, die 1666 erlosch. 1672 wurden die Freiherren Grote von Herzog Wilhelm von Celle mit Wrestedt belehnt.
Vermutlich geht die Entstehung der Kirche ins 11. oder 12. Jahrhundert zurück.
Aus anderen Quellen weiß man, dass es 1282 einen Priester Jordanus gegeben hat. In Nettelkamp fanden sehr früh Bezirkszusammenkünfte der Priester statt. Nettelkamp gehörte damals zum Bistum Verden. Nachdem 1529 die  Reformation im Herzogtum Braunschweig-Lüneburg eingeführt worden war, kam 1534 der erste lutherische Pfarrer nach Nettelkamp.

## Pastoren
- 1282 Jordanus
- 1534–1535 Bernd Callain
- 1535–1553 Paulus Carstens
- 1554–1584 Johannes Bode
- 1583–1585 Johannes Koch
- 1585–1622 Erasmus Fischbeck
- 1622–1639 Christoph Fischbeck
- 1640–1669 Wilichmus Pfeffer
- 1670–1707 Otto Weinrebe
- 1708–1736 Nicolaus Hüttenrauch
- 1737–1782 Christian Salfeld sen.
- 1772–1779 Christian Salfeld jun.
- 1783–1789 Friedrich Hesse
- 1788–1790 Johann Sparkuhle
- 1790–1819 Christoph Behm
- 1820–1867 Johann Lütje
- 1867–1873 Arnold Klein
- 1873–1878 Adolf Heicke
- 1878–1887 Fritz Wunder
- 1888–1891 Gustav Siebel
- 1891–1936 Ernst Fricke
- 1937–1944 Hermann Schünemann
- 1945–1956 Hans Bornschein
- 1957–1973 Heinrich Haarmann
- 1974–1985 Erwin Meyer
- 1985–2000 Georg Hencke
- 2000–2013 Roland Winnefeld
- 2014–2017 Anselm Hagedorn
- jetzt Susanne Schulz

Seit 1974 ist der Pastor zusätzlich für die St.-Laurentius-Kirche in Stederdorf verantwortlich.